# Alternierende Reihe (Euler)
Eulers alternierende Reihen sind ein mathematisches Paradoxon. Sie befassen sich mit  divergenten Reihen, die scheinbar konvergent sind. Des Weiteren stellte Leonhard Euler dabei eine Beziehung zwischen den alternierenden Reihen potenzierter natürlicher Zahlen und denen der potenzierten Reziproken natürlicher Zahlen auf. Eine Erklärung des Paradoxons liegt in der Umordnung von Reihen.

## Die Reihe alternierender natürlicher Zahlen
Die Reihe
{\displaystyle \sum _{k=0}^{\infty }(-1)^{k}(k+1)=1-2+3-4+\ldots }
divergiert, da die Folge der Partialsummen
{\displaystyle 1,}
{\displaystyle 1-2=-1,}
{\displaystyle 1-2+3=2,}
{\displaystyle 1-2+3-4=-2,}
{\displaystyle 1-2+3-4+5=3,}
{\displaystyle 1-2+3-4+5-6=-3,}
{\displaystyle \ldots }
keinem Grenzwert zustrebt.
Die folgende Umordnung ist daher nicht legitim, da nur das Umordnen absolut konvergenter Reihen keinen Einfluss auf die Summe der Reihe hat. In einigen Fällen reicht eine einfache Konvergenz.
Da aber die moderne Analysis und damit auch der Begriff der Konvergenz erst durch Leonhard Euler und Augustin Louis Cauchy praktiziert wurde, ist diese Herleitung ein Abbild dessen, was damals als unerklärbar paradox galt.
Sei nun {\displaystyle s=\lim _{n\to \infty }s_{n}}.
Dann ist
{\displaystyle {\begin{array}{rclllll}4s&=&&(1-2+3-4+\cdots )&+(1-2+3-4+\cdots )&+(1-2+3-4+\cdots )&+(1-2+3-4+\cdots )\\&=&&(1-2+3-4+\cdots )&+1+(-2+3-4+5-\cdots )&+1+(-2+3-4+5-\cdots )&-1+(3-4+5-6+\cdots )\\&=&1+[&(1-2-2+3)&+(-2+3+3-4)&+(3-4-4+5)&+(-4+5+5-6)+\cdots ]\\&=&1+[&0+0+0+0+\cdots ]\\4s&=&1\end{array}}}
und damit gilt
{\displaystyle 1-2+3-4+\cdots ={\frac {1}{4}}.}

### Cauchy-Produkt
Eine ebenso paradoxe Gleichung erzeugt die Grandi-Reihe
{\displaystyle e_{n}=\sum _{k=0}^{n}{(-1)^{k}}=1-1+1-1+...(1,0,1,0,1,0,...)},
für die bei einer ähnlich eleganten Umordnung {\displaystyle \lim _{n\to \infty }e_{n}={\frac {1}{2}}} gilt.
Entfernt man sich von der üblichen Definition einer Summe und stellt sich die Frage „Was sollte das Ergebnis dieser sein?“, erhält man zwei mögliche Ergebnisse:
(1 − 1) + (1 − 1) + (1 − 1) + … = 0 + 0 + 0 + … = 0 und
1 + (−1 + 1) + (−1 + 1) + (−1 + 1) + … = 1 + 0 + 0 + 0 + … = 1.
Natürlich ist es nach heutigem Verständnis ad absurdum zu führen, wenn man zeigt, dass
S = 1 − 1 + 1 − 1 + …, also
1 − S = 1 − (1 − 1 + 1 − 1 + …) = 1 − 1 + 1 − 1 + … = S ist.
Das Cauchyprodukt der Grandi-Reihe mit sich selbst, erzeugt jedoch überraschend das explizit dargestellte Folgeglied
{\displaystyle {\begin{array}{rcl}c_{n}&=&\displaystyle \sum _{k=0}^{n}a_{k}b_{n-k}=\sum _{k=0}^{n}(-1)^{k}(-1)^{n-k}\\[1em]&=&\displaystyle \sum _{k=0}^{n}(-1)^{n}=(-1)^{n}(n+1)\end{array}}.}
Die Reihe über cn ist dann folglich
{\displaystyle \sum _{n=0}^{\infty }(-1)^{n}(n+1)=1-2+3-4+\cdots .}

## Eulers Potenzreihen
In Bemerkungen zu einer schönen Beziehung zwischen echten und reziproken Potenzreihen widmete Leonhard Euler seine ganze Aufmerksamkeit den beiden Reihen
{\displaystyle \sum _{k=0}^{\infty }(k+1)^{m}(-1)^{k}=1-2^{m}+3^{m}-4^{m}+\cdots } (1)
{\displaystyle \sum _{k=0}^{\infty }{\frac {1}{(k+1)^{n}}}(-1)^{k}=1-{\frac {1}{2^{n}}}+{\frac {1}{3^{n}}}-{\frac {1}{4^{n}}}+\cdots } (2),
wobei {\displaystyle m,n\in \mathbb {N} } beliebig zu wählen sind.

### Die echte Potenzreihe
Euler versucht in seinen Bemerkungen die Reihen nicht als Summen zu betrachten, sondern sie eher einem analytisch identischen Ausdruck gleichzusetzen. Dabei helfen sie bei der Herleitung höherer Potenzen. Dass die Ausdrücke tatsächlich nur bedingt identisch sind, wurde erst später klar.
Er beginnt mit der Relation
{\displaystyle P_{0}(x)={\frac {1}{1+x}}=1-x+x^{2}-x^{3}+\cdots =\sum _{k=0}^{\infty }(-1)^{k}\cdot x^{k}}(3),
die man problemlos über eine Taylor-Entwicklung um xo=0 oder durch schriftliche Division erhält.
Für x=1 ergibt sich daher die Grandi-Reihe mit ihrem paradoxen Ergebnis.
Er führt des Weiteren folgende rekursive Bildungsvorschrift an, um die höheren Potenzen zu ermitteln
{\displaystyle P_{n+1}(x)={\frac {\mathrm {d} }{\mathrm {d} x}}\left(x\cdot P_{n}(x)\right)}, woraus sich
{\displaystyle {\begin{aligned}P_{1}(x)&=1-2\cdot x+3\cdot x^{2}-4\cdot x^{3}+\cdots &=&{\frac {1}{(1+x)^{2}}}\\P_{2}(x)&=1-2^{2}\cdot x+3^{2}\cdot x^{2}-4^{2}\cdot x^{3}+\cdots &=&{\frac {1-x}{(1+x)^{3}}}\\P_{3}(x)&=1-2^{3}\cdot x+3^{3}\cdot x^{2}-4^{3}\cdot x^{3}+\cdots &=&{\frac {1-4x+x^{2}}{(1+x)^{4}}}\\P_{4}(x)&=1-2^{4}\cdot x+3^{4}\cdot x^{2}-4^{4}\cdot x^{3}+\cdots &=&{\frac {1-11x+11x^{2}-x^{3}}{(1+x)^{5}}}\\P_{5}(x)&=1-2^{5}\cdot x+3^{5}\cdot x^{2}-4^{5}\cdot x^{3}+\cdots &=&{\frac {1-26x+66x^{2}-26x^{3}+x^{4}}{(1+x)^{6}}}\\P_{6}(x)&=1-2^{6}\cdot x+3^{6}\cdot x^{2}-4^{6}\cdot x^{3}+\cdots &=&{\frac {1-57x+302x^{2}-302x^{3}+57x^{4}-x^{5}}{(1+x)^{7}}}\\\vdots \\P_{m}(x)&=1-2^{m}\cdot x+3^{m}\cdot x^{2}-4^{m}\cdot x^{3}+\cdots \\\end{aligned}}}
erschließen lassen.
Für P1(1) ergibt sich dementsprechend die oben angeführte alternierende Reihe der ganzen Zahlen und für Pm(1) die Reihe (1).

## Erklärungsversuche
Wie bereits oben erwähnt, ist eine Umordnung mindestens für geeignete konvergente Reihen, höchstens aber für absolut konvergente Reihen zulässig.
Der Hauptgrund liegt jedoch in Gleichung (3). Denn nur für {\displaystyle n=\infty } wäre eine Gleichheit gegeben, die aber nie erreicht werden kann, da Unendlich unerreichbar ist.
Hinzu kommt, dass man bei einer Entwicklung von {\displaystyle \textstyle {\frac {1}{1+x}}} irgendwann zu einem Abbruch gezwungen wird, sodass immer ein Restterm übrig bleibt, der die Gleichheit stört.
{\displaystyle {\begin{aligned}{\frac {1}{1+x}}&=\left(\sum _{k=0}^{n}(-1)^{k}\cdot x^{k}\right)+(-1)^{n+1}\cdot {\frac {x^{n+1}}{1+x}}={\begin{cases}1-{\frac {1}{2}},&{\text{wenn }}n{\text{ gerade, }}x=1\\0+{\frac {1}{2}},&{\text{wenn }}n{\text{ ungerade, }}x=1\\\end{cases}}\\\\&\neq \sum _{k=0}^{n}(-1)^{k}\cdot x^{k}\end{aligned}}}
Dieses Problem kann man nur umgehen, wenn man die Reihe nur für {\displaystyle \textstyle |x|<1} betrachtet, da dann für entsprechend kleine Beträge von x oder für entsprechend große n der Restterm gegen Null strebt.
Daher ist es lediglich möglich den Grenzwert {\displaystyle \textstyle \lim _{x\to 1}P_{m}(x)} zu betrachten.